# Bandar Kangan
Kangan este un oraș din Iran.